# Francesco Bogliano
Francesco Bogliano (Genova, ... – Genova, 1657) è stato un poeta italiano.

## Biografia
Dottore in legge, il genovese Bogliano è ricordato come poeta in lingua genovese e toscana. È stato l'autore di due opere, Erotea Historia Tragica Amorosa e Disinganni, overo la vita del Solitario Felice, editi nel 1637.
Il Bogliano morì nell'epidemia di peste che colpì il capoluogo ligure nel 1657.

## Opere
- Erotea Historia Tragica Amorosa, 1637
- Disinganni, overo la vita del Solitario Felice, 1637